# Angelina ballerina
Angelina ballerina (Angelina Ballerina) è un personaggio creato dall'autrice Katharine Holabird e dall'illustratrice Helen Craig, protagonista di una serie di libri pubblicati in Italia da Fabbri Editori.
Sono state prodotte due serie TV d'animazione ispirate a Angelina ballerina. Nel 2001 la Hit Entertainment ha realizzato 39 episodi da 15 minuti l'uno. A presentare la voce a Miss Lilly nella versione originale di questa serie era l'attrice Judi Dench. La serie è stata trasmessa in Italia da Italia 1, Boing e JimJam. Nel 2009, poi, il canale televisivo PBS ha prodotto il cartone animato Angelina Ballerina: The Next Steps (tradotto in italiano come Angelina ballerina – La danza continua): composto da 80 episodi, è stato realizzato in computer grafica. La serie è stata trasmessa in Italia da DeaKids su Sky e in prima visione in chiaro da Super!.
Dal 2010 Angelina ballerina è protagonista anche di un musical a teatro, portato in scena sia a New York che Toronto.

## Trama
Angelina è una topina che ha una grande passione per la danza, che studia nel villaggio di Cheese Wood, a Mouseland. Il suo sogno è diventare una prima ballerina e per realizzarlo dovrà superare le sue piccole paure e affrontare la rivalità delle compagne di studio.

## Personaggi
- Angelina
- Mamma
- Papà
- Miss Lilly
- Alice
- Penelope
- Priscilla
- Nonno
- Nonna
- Sammy
- Sig.Ra Hodgepodge
- Henry
- William
- Marco
- Gracy
- A.J.
- Viky
- Miss Mimie

## La sigla
La sigla è scritta da Alessandra Valeri Manera, composta da Max Longhi e Giorgio Vanni ed interpretata da Cristina D'Avena. È finora l'unica sigla con Cesare Chiodo al basso e Alfredo Golino alla batteria.

## Doppiaggio
| Personaggio        | Doppiatore originale | Doppiatore italiano |
| ------------------ | -------------------- | ------------------- |
| Angelina           | Finty Williams       | Marcella Silvestri  |
| Mamma              | Jonell Elliot        | Graziella Porta     |
| Papà               | Keith Wickham        | Sergio Romanò       |
| Miss Lilly         | Judi Dench           | Cristina Giolitti   |
| Alice              | Jo Wyatt             | Deborah Magnaghi    |
| Penelope           | Jonell Elliot        | Tosawi Piovani      |
| Priscilla          | Jo Wyatt             | Jenny De Cesarei    |
| Nonno              | Keith Wickham        | Enrico Bertorelli   |
| Nonna              | Adrienne Posta       | Rosalba Bongiovanni |
| Sammy              | Jo Wyatt             | —                   |
| Sig. Ra Hodgepodge | Finty Williams       | —                   |
| Henry              | Jo Wyatt             | Monica Bonetto      |